# Luftflotte 5
A Luftflotte 5 foi um corpo aéreo da Luftwaffe que atuou durante a Segunda Guerra Mundial. Foi formado no dia 12 de Abril de 1940 em Hamburgo. Foi dispensado no dia 16 de Setembro de 1944 e utilizado para formar o Kommandierende General der Deutschen Luftwaffe in Norwegen.

## Oberbefehlshaber
| Comandante                        | Data                                            |
| --------------------------------- | ----------------------------------------------- |
| Generalfeldmarschall Erhard Milch | 12 de Abril de 1940 - 9 de Maio de 1940         |
| Generaloberst Hans-Jürgen Stumpff | 10 de Maio de 1940 - 27 de Novembro de 1943     |
| General Josef Kammhuber           | 27 de Novembro de 1943 - 16 de Setembro de 1944 |

## Chef des Stabes
- Oberst Dr. Robert Knauss, 12 de Abril de 1940 - 16 de Abril de 1940
- GenMaj Helmuth Förster, 16 de Abril de 1940 - 9 de Maio de 1940
- GenMaj Dr. Robert Knauss, 9 de Maio de 1940 - 1 de Agosto de 1940
- Oberst Gerhard Bassenge, 1 de Agosto de 1940 - 5 de Outubro de 1940
- GenMaj Andreas Nielsen, 20 de Outubro de 1940 - 31 de Dezembro de 1943
- Oberst Ernst Kusserow, 1 de Janeiro de 1944 - 16 de Setembro de 1944

## Bases do QG
| 12 de Abril de 1940 - 24 de Abril de 1940    | Hamburgo |
| 24 de Abril de 1940 - 16 de Setembro de 1944 | Oslo     |

## Ordem de Batalha
Controlou as seguintes unidades durante a guerra:
- Verbindungsstaffel/Luftflotte 5 (Do 217, Fi 156, He 111, Ju 52, Si 204), 6.44 - 9.44
- X. Fliegerkorps, 4.40 - 12.40
- Kommandierende General der Deutschen Luftwaffe in Finnland, 2.11.43 - 16.9.44
- Fliegerführer Nord, 3.41 - 6.42
- Fliegerführer Nord (Ost), 6.42 - 6.44
- Fliegerführer Nord (West), 6.42 - 6.44
- Fliegerführer Lofoten, 6.42 - 6.44
- Fliegerführer Eismeer, 6.44
- Fliegerführer 3, 6.44 - 16.9.44
- Fliegerführer 4, 6.44 - 16.9.44
- Fliegerführer 5, 6.44 - 16.9.44
- Jagdfliegerführer Norwegen, 6.41 - 16.9.44
- Luftgau-Kommando Norwegen, 5.40 - 9.44
- Luftgau-Kommando Finnland, 8.41 - 11.43
- 13. Flak-Brigade, 6.42 - 11.43
- 14. Flak-Brigade, 6.42 - 9.44
- Luftnachrichten-Regiment 5
- Luftnachrichten-Regiment 15
- Luftnachrichten-Regiment 25